# Initiative populaire « Halte à la construction de centrales nucléaires (moratoire) »
L'initiative populaire « Halte à la construction de centrales nucléaires (moratoire) » est une initiative populaire suisse, approuvée par le peuple et les cantons le 23 septembre 1990.

## Contenu
L'initiative propose d'ajouter un nouvel article 19 aux dispositions transitoires de la Constitution fédérale spécifiant que, dans les 10 ans suivant l'acceptation de l'initiative, aucune autorisation de construire ou d'exploiter une centrale nucléaire ne pourra être délivrée. Le texte complet de l'initiative peut être consulté sur le site de la Chancellerie fédérale.

## Déroulement

### Contexte historique
La décision d'assurer une partie de la production d'électricité par les centrales nucléaires date des années 1963 - 1964 lorsque le Conseil fédéral fait cette recommandation dans son rapport de gestion. Les premières centrales sont construites dans les années suivantes et ce n'est qu'en 1975, lors du début de la construction de la centrale de Kaiseraugst, que les premières manifestations populaires contre l'industrie nucléaire en Suisse sont organisées.
En 1976, deux initiatives sont lancées parallèlement ; la première, « pour l'interruption du programme d'exploitation de l'énergie nucléaire », n'obtient pas le nombre de signatures requis alors que la seconde est rejetée de justesse le 18 février 1979. Présenté sous la forme d'un contre-projet indirect à cette initiative, un arrêté fédéral destiné à amender la loi sur l'énergie atomique est, pour sa part, accepté en votation le 20 mai 1979.
Le 23 septembre 1984 ce sont les deux initiatives jumelles demandant l'arrêt de la construction de centrales nucléaires « pour un approvisionnement en énergie sûr, économique et respectueux de l'environnement » et « pour un avenir sans nouvelles centrales atomiques » qui sont rejetées en votation populaire par respectivement 54,2 % et 55 % des votants.
Après ces différents refus, l'initiative « Halte à la construction de centrales nucléaires (moratoire) » est lancée en 1986, en même temps que l'initiative populaire « pour un abandon progressif de l'énergie atomique » (qui sera elle rejetée en votation), après la proposition de créer une nouvelle centrale à Kaiseraugst et à la suite de la catastrophe de Tchernobyl du 26 avril 1986.

### Récolte des signatures et dépôt de l'initiative
La récolte des 100 000 signatures nécessaires par le comité s'est déroulée entre le 19 août 1986 et le 19 février 1988. Le 23 avril 1987, elle a été déposée à la chancellerie fédérale qui l'a déclarée valide le 22 juillet 1987.

### Discussions et recommandations des autorités
Le parlement et par le Conseil fédéral ont recommandé le rejet de cette initiative sans proposer de contre-projet, arguant en particulier que le moratoire proposé remettrait en question l'ensemble de l'utilisation de l'énergie nucléaire dans le pays, tout en réduisant la flexibilité de la politique suisse de l'énergie.

### Votation
Soumise à la votation le 23 septembre 1990, l'initiative est acceptée par 17 5/2 cantons et par 54,5 % des suffrages exprimés. Le tableau ci-dessous détaille les résultats par cantons :

## Effets
À la fin des dix ans de moratoire, deux initiatives, appelées Initiative populaire « Moratoire-plus - Pour la prolongation du moratoire dans la construction de centrales nucléaires et la limitation du risque nucléaire » et Initiative populaire « Sortir du nucléaire - Pour un tournant dans le domaine de l'énergie et pour la désaffectation progressive des centrales nucléaires », sont proposées en votation pour, respectivement, prolonger de 10 ans supplémentaires le moratoire alors en vigueur et abandonner progressivement l'utilisation de l'énergie nucléaire. Les deux objets seront refusés en votation le 18 mai 2003.